# Nedre Näckilamm
Nedre Näckilamm är en sjö i Orsa kommun i Dalarna och ingår i Dalälvens huvudavrinningsområde.